# Gabriel Di Noia
Gabriel Di Noia (Buenos Aires, Argentina; 8 de marzo de 1982) es un exfutbolista y entrenador argentino de fútbol. Actualmente no tiene club.

## Trayectoria
Comenzó su trayectoria como futbolista en el Sacachispas con el cual se proclamó campeón del torneo de la Primera D 1999, logrando conseguir el ascenso a la Primera C. De allí pasó al Sportivo Barracas donde se retiró en 2003. Como futbolista jugó 24 partidos y marcó un gol. Tras su retiro se dedicó a trabajar en diferentes de medios de comunicación de Argentina y Colombia.
En 2015 inició su carrera de entrenador de la mano de Fernando Batista en las bases juveniles de Argentinos Juniors. Luego fue asistente técnico de Hugo Tocalli en San Lorenzo de Almagro.
En 2017 pasó al Independiente de Rivadavia como analista de video de José Romero, pero después Pablo de Muner lo convocó para que fuera su entrenador asistente en el equipo principal. 
En 2018 fue el entrenador principal de la Selección de fútbol sub-17 de Armenia, tras ser seleccionado por Fernando Batista. En 2019 fue tomado en cuenta por Adrián Domenech, para que se hiciera cargo de las categorías formativas de Defensa y Justicia donde estuvo hasta finales del año.
En 2020 fue convocado por Mauro Peralta, director deportivo de Liga de Quito, para crear un Selectivo de Formativas que oficiara como Reserva del club. Con su cuerpo técnico, en cual convocó a participar a Giovanny Espinoza destacado jugador de Liga y la selección ecuatoriana de fútbol. se logró que los albos volvieran a promover a varios jugadores a las Selecciones Nacionales juveniles. En este período Liga Deportiva Universitaria llegó a tener seis jugadores convocados a la selección sub-17 y ocho a la categoría sub-20 de Ecuador. 
El 22 de junio de 2021 (tras la destitución de Pablo Repetto) tuvo la oportunidad de dirigir al plantel principal por la Supercopa Ecuador. En las semifinales ante Delfín de Manta, en el cual pasaron a la final, después de ganar 4-2.
El 26 de junio de 2021 el equipo se consagró Campeón, luego de derrotar en la final por 1-0 a Barcelona Sporting Club en el estadio de Independiente del Valle.
En la temporada 2022 se desempeñó como Asistente Técnico de Alfredo Berti en Barracas Central en la Primera división del fútbol argentino.
En 5 de marzo de 2023, asumió como entrenador de Tristán Suárez. El 27 de julio, luego de igualar con Chaco For Ever 1-1 se dio por finalizado su ciclo.

## Clubes

### Como futbolista
| Club              | País      | Año         |
| ----------------- | --------- | ----------- |
| Sacachispas       | Argentina | 1998 - 2001 |
| Sportivo Barracas | Argentina | 2002 - 2003 |

### Como segundo entrenador
| Club                       | País      | Año  | Segundo entrenador de |
| -------------------------- | --------- | ---- | --------------------- |
| San Lorenzo de Almagro     | Argentina | 2016 | Hugo Tocalli          |
| Independiente de Rivadavia | Argentina | 2017 | Pablo de Muner        |
| Barracas Central           | Argentina | 2022 | Alfredo Berti         |

### Como entrenador principal
| Club                                       | País                 | Año                  | PJ | PG | PE | PP | GF  | GC | DG  | EF%    |
| ------------------------------------------ | -------------------- | -------------------- | -- | -- | -- | -- | --- | -- | --- | ------ |
| Argentinos Juniors (bases juveniles)       | Argentina            | 2015                 | ?  | ?  | ?  | ?  | ?   | ?  | ?   | ?      |
| Armenia sub-17                             | Armenia              | 2018                 | 18 | 6  | 6  | 6  | 36  | 32 | +4  | 44.44% |
| Defensa y Justicia (categorías formativas) | Argentina            | 2019                 | ?  | ?  | ?  | ?  | ?   | ?  | ?   | ?      |
| Liga de Quito (reserva)                    | Ecuador              | 2020-2021            | 7  | 7  | 0  | 0  | 26  | 6  | +20 | 100%   |
| Liga de Quito                              | Ecuador              | 2021                 | 2  | 2  | 0  | 0  | 5   | 2  | +3  | 100%   |
| Tristán Suárez                             | Argentina            | 2023                 | 19 | 4  | 6  | 9  | 21  | 30 | -9  | 31.58% |
| Sud América                                | Uruguay              | 2024                 | 23 | 7  | 10 | 6  | 25  | 23 | +2  | 44.93% |
| Total en sus equipos                       | Total en sus equipos | Total en sus equipos | 69 | 26 | 22 | 21 | 112 | 91 | +21 | 48.31% |

## Palmarés

### Como jugador
| Título    | Club        | País      | Año     |
| --------- | ----------- | --------- | ------- |
| Primera D | Sacachispas | Argentina | 1999-00 |

### Como entrenador

#### Campeonatos nacionales
| Título               | Club          | País    | Año  |
| -------------------- | ------------- | ------- | ---- |
| Supercopa de Ecuador | Liga de Quito | Ecuador | 2021 |